# Sampigny
Sampigny ist eine französische Gemeinde im Département Meuse in der Region Grand Est (bis 2015 Lothringen). Sie gehört zum Arrondissement Commercy und zum Kanton Dieue-sur-Meuse. Die Gemeinde hat 693 Einwohner (Stand 1. Januar 2022).

## Geografie
Sampigny liegt an der Maas zwischen Commercy und Saint-Mihiel auf einer Höhe zwischen 221 und 350 m über dem Meeresspiegel, die mittlere Höhe beträgt 227 m. Das Gemeindegebiet umfasst 20,49 km².

## Bevölkerungsentwicklung
| Jahr      | 1962 | 1968 | 1975 | 1982 | 1990 | 1999 | 2007 | 2019 |
| Einwohner | 855  | 789  | 697  | 613  | 800  | 786  | 747  | 689  |

## Sehenswürdigkeiten
Zu den Sehenswürdigkeiten gehören die Ruinen des Schlosses, das um 1630 vom Architekten Jacques Labrosse für Louis de Guise erbaut wurde, angeblich nach den Plänen des Palais du Luxembourg in Paris. Das Schloss wurde im Ersten Weltkrieg zerstört. Weiterhin gibt es das kleine Château du Clos, in dem Raymond Poincaré seinen Lebensabend verbrachte. Heute befindet sich in dem Château  das Museum Raymond Poincaré.

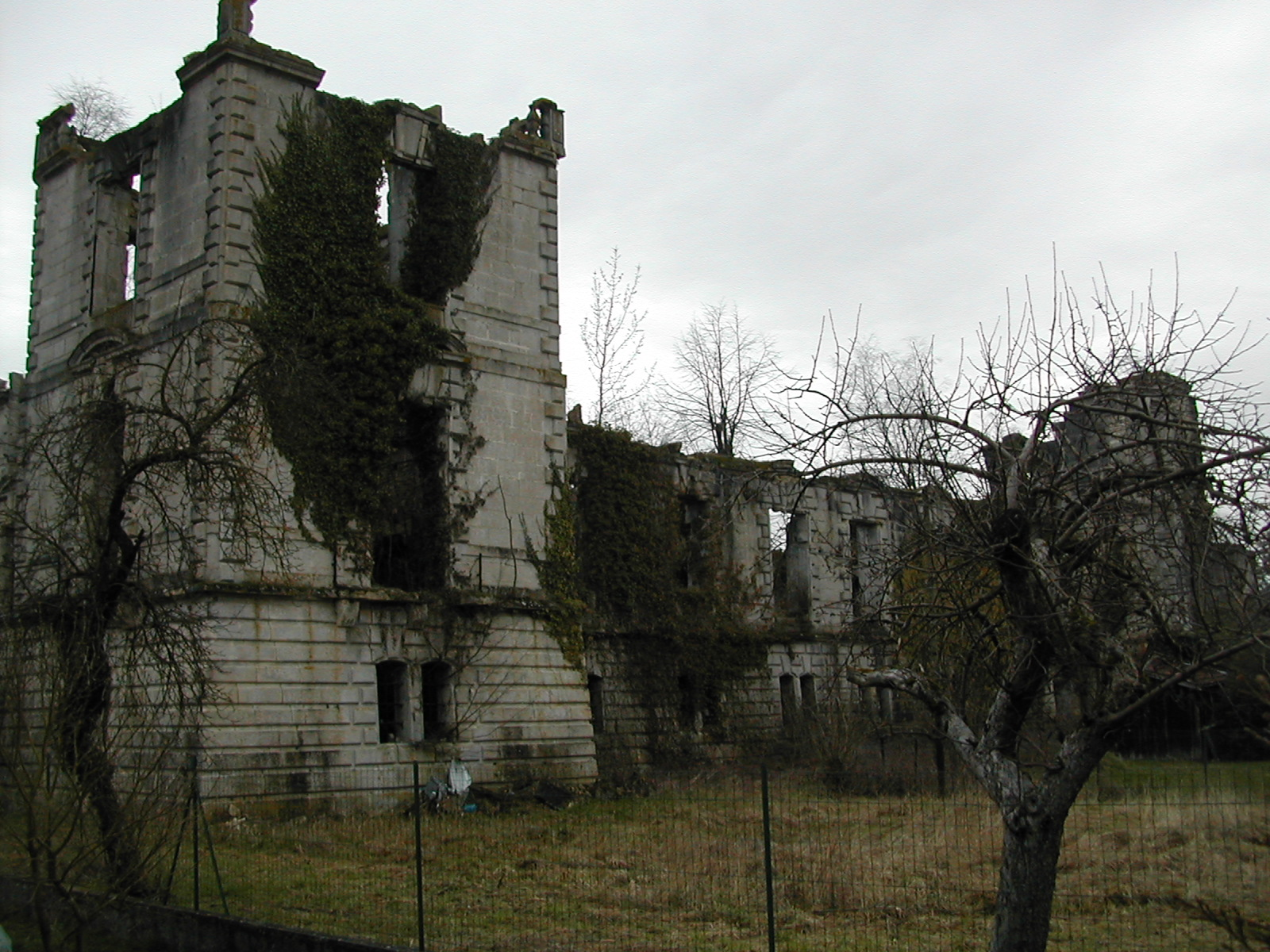
Schlossruinen
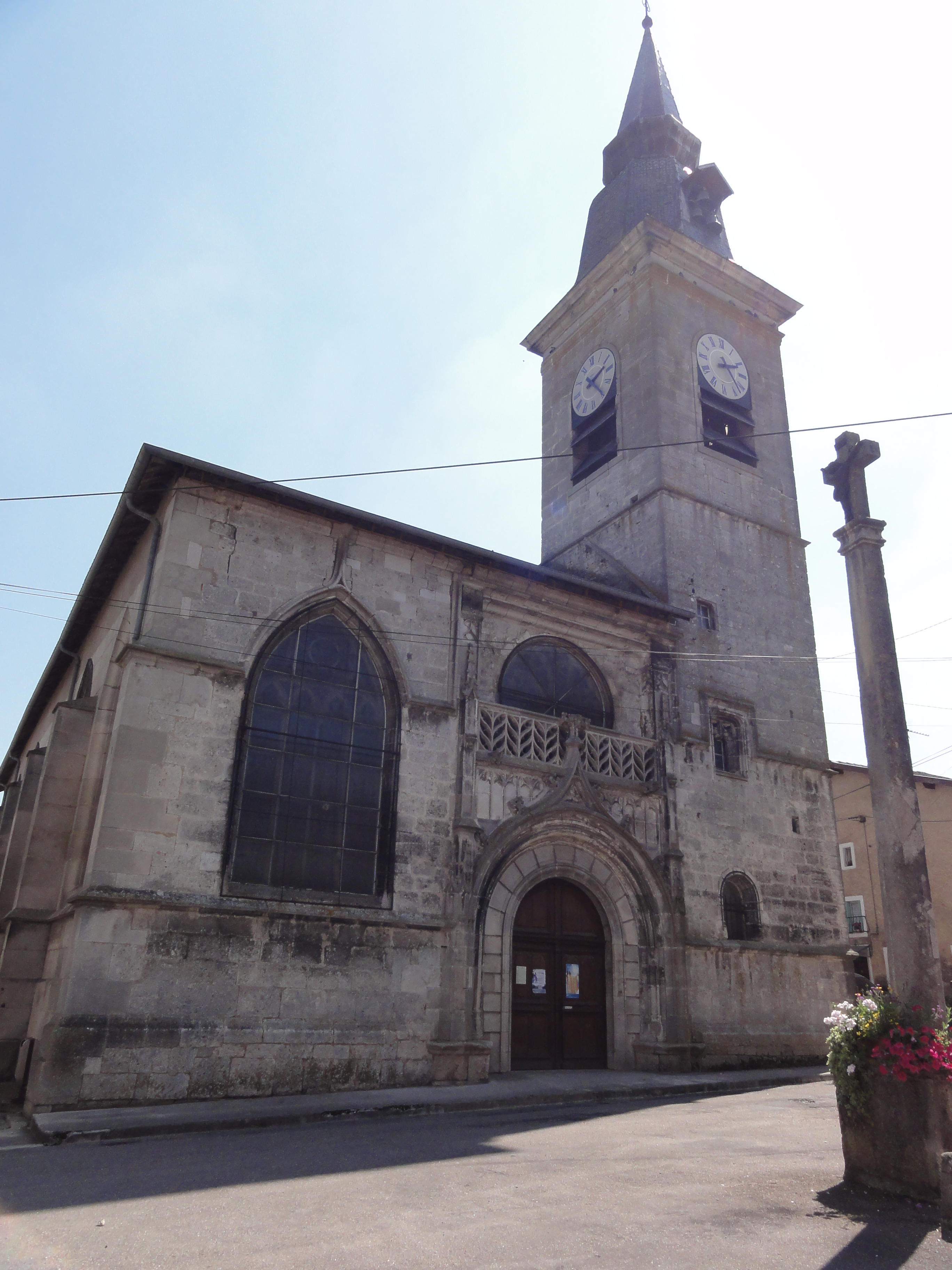
Kirche Sainte-Lucie
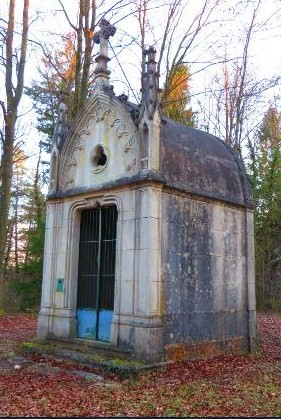
Kapelle Sainte-Lucie
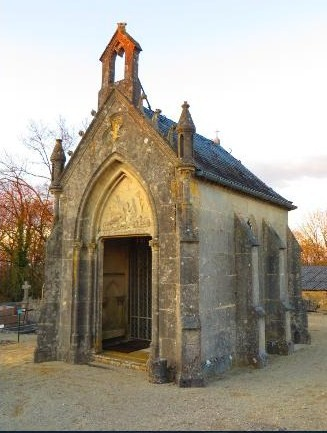
Kapelle Sainte-Lucie am Friedhof

## Persönlichkeiten
- Lucia vom Berg († 1090), mittelalterliche Einsiedlerin, katholische Heilige
- Louis de Guise, Baron von Ancerville, Herr von Sampigny, Erbauer des Schlosses, ist in der Kirche Sainte-Lucie bestattet
- Der vormalige französische Präsident Raymond Poincaré verbrachte seinen Lebensabend in Sampigny.
- Der Physiker Pierre Jacquinot verbrachte seine Kindheit in Sampigny und ist hier bestattet.